# トップ14
トップ14（Top 14、トップカトルズ (フランス語発音: [tɔp katɔʀz])、 Le championnat de France de rugby à XV ）は、フランスにおいて最上位カテゴリーとなるラグビーユニオンプロリーグである。1892年創設。「フランス選手権トップ14」「フランスTOP14」とも呼ばれる。
イングランドのプレミアシップ、ヨーロッパ強豪国と南アフリカ共和国によるユナイテッド・ラグビー・チャンピオンシップと並び、欧州におけるラグビーユニオン最高峰リーグの1つ。

## 概要
ホーム・アンド・アウェー方式の総当たり戦を行い、上位6チームがノックアウト方式のプレーオフに進む。準々決勝は3-6位のチームだけで戦い（3位が6位と、4位が5位と対戦）、1-2位のチームは準決勝に自動的に進出。下位2チームはプロD2（2部リーグ）に降格する。
上位8チームは翌年のヨーロピアンラグビーチャンピオンズカップの出場権を得る。下位8チームは翌年のEPCRチャレンジカップに出場する。
2025年までの最多優勝は、トゥールーズことスタッド・トゥールーザン（24回、2023年から3連覇）。

## ブレニスの盾
優勝トロフィーとして、「ブレニスの盾（Bouclier de Brennus）」が贈られる。
盾の名称は、フランスにおけるラグビーユニオンの元統括団体である、フランス・スポーツ競技社団連合（USFSA）のラグビー委員会で、1900年から19年にわたり会長を務めたシャルル・ブレニス（Charles Brennus）にちなむ。
ピエール・ド・クーベルタン男爵のデザインにより1892年に作成され、大会第1回から使われている。
ラグビー大会のトロフィーとしては巨大で、高さ1メートル、幅75センチ、厚さ2.5センチ、重さ約20キロ。真鍮製の盾とプレートが、トネリコ材でできた板状の台座に固定されている。

## 関連大会
|               | ヨーロッパ6か国 および 南アフリカ共和国 ほか ・ |                                                |                                            |                                                                         | |
| 上位大会      | ヨーロピアンラグビー・チャンピオンズカップ      | ヨーロピアンラグビー・チャンピオンズカップ     | ヨーロピアンラグビー・チャンピオンズカップ | ヨーロピアンラグビー・チャンピオンズカップ                              | ヨーロピアンラグビー・チャンピオンズカップ                                                                             |
| 下位大会      | EPCRチャレンジカップ                            | EPCRチャレンジカップ                           | EPCRチャレンジカップ                       | EPCRチャレンジカップ                                                    | EPCRチャレンジカップ                                                                                                   |
|               |                                                 |                                                |                                            |                                                                         | |
|               | フランス                                        | イングランド                                   |                                            | アイルランド・スコットランド・ウェールズ・イタリア・南アフリカ共和国 ・ | アイルランド・スコットランド・ウェールズ・イタリア・南アフリカ共和国 ・                                                |
| 1部大会       | トップ14                                        | プレム・ラグビー (旧 プレミアシップ・ラグビー) | ユナイテッド・ラグビー・チャンピオンシップ | ユナイテッド・ラグビー・チャンピオンシップ                              | |
|               |                                                 |                                                |                                            |                                                                         | |
| 2部大会       | プロD2                                          | チャンプ・ラグビー (旧 RFUチャンピオンシップ)  |                                            | 各 国内リーグ                                                           | オールアイルランド・リーグ、 スコティッシュ・プレミアシップ、 スーパーラグビー・カムリ、 セリエAエリート、カリーカップ |
| 3部大会       | シャンピオナ・フェデラル・ナシオナル            | ナショナルリーグ1                              |                                            | 各 国内リーグ                                                           | オールアイルランド・リーグ、 スコティッシュ・プレミアシップ、 スーパーラグビー・カムリ、 セリエAエリート、カリーカップ |
| 4部大会       | シャンピオナ・フェデラル・ナシオナル2           | ナショナルリーグ2                              |                                            | 各国 下位リーグ                                                         | 略 |
| 5/6/7部大会   | フェデラル 1/2/3                                | 略                                             |                                            | 各国 下位リーグ                                                         | 略 |
| 8部大会       | プリ・フェデラル                                | 略                                             |                                            | 各国 下位リーグ                                                         | 略 |
| 9/10/11部大会 | レジオナル 1/2/3                                | 略                                             |                                            | 各国 下位リーグ                                                         | 略 |

## 歴史
1892年3月20日、ラシン・クラブ・ド・フランス（現ラシン92）とスタッド・フランセが対戦したのがフランスラグビー選手権（Le championnat de France de rugby à XV）の始まりとされる。試合はラシン・クラブ・ド・フランスが4対3で勝利した。
第一次世界大戦、第二次世界大戦、新型コロナによるシーズン打ち切りの影響を受けて中止された、1914-15～1918-19シーズン、1939-40～1941-42シーズン、2019-20シーズンを除き毎シーズン開催され、フランス国内のトップクラブを決める大会として確立されていった。
1900-1901シーズンの決勝戦は、スタッド・フランセとスタッド・ボルドゥレが対戦し、ボルドゥレが勝利。しかし、ボルドゥレは決勝戦の直前にボルドーUCと合併。決勝戦には、ボルドーUCのライセンスを持つ3選手も出場したため、決勝戦およびその勝利は無効となった。スタッド・ボルドゥレは決勝戦の再戦に応じなかったため、再戦前に準優勝だったスタッド・フランセが 優勝となった。
1914年に勃発した第一次世界大戦により、選手たちは戦場に出た。戦時中は、代わりに少年大会「Coupe de l'Espérance（クープ・ド・レスペランス）」が4回（2016, 2017, 2018, 2019）開催された。
1995-96シーズンからラグビーユニオンがプロ化され、以降13年間にわたり、優勝したのはスタッド・フランセ・パリ（5回）、スタッド・トゥールーザン（5回）、ビアリッツ・オランピック（3回）と、3チームによる寡占状態となった（後述「歴代優勝チーム」を参照）。
リーグ参加は徐々にプロチームに絞られていき、1995年の40チームから、2001年には16チームに減少。2001-02シーズンから、大会名がトップ16（Top 16、トップセーズ）となる。
2005-06シーズンには、リーグの質と競争力を高めるためチーム数が削減され、大会名がトップ14（Top 14、トップカトルズ）となる。

## 日本選手の所属
以下のように日本代表選手が所属。
- 2016-17シーズンは、ヤマハ発動機ジュビロの五郎丸歩がRCトゥーロンに所属した[16]。
- トップリーグ2020シーズン終了後に、東京サントリーサンゴリアスの松島幸太朗がASMクレルモン・オーヴェルニュへ、2年契約で2022年6月まで在籍した[17]。
- 2023-24シーズンから、東京サントリーサンゴリアスにいたテビタ・タタフがユニオン・ボルドー・ベグルに所属している[18][19]。2023-24シーズンでは「TOP14最優秀選手」にノミネートされた[20]。
- 2024-25シーズンから、東京サントリーサンゴリアスを退団した齋藤直人が、トゥールーズ（スタッド・トゥールーザン）に所属している[21][22]。2025年5月10日、シーズン出場17試合目（ヨーロピアンラグビーチャンピオンズカップ2試合、トップ14に15試合）[23]の第23節トゥーロン戦で、初トライを挙げた[24][25][26]。

## 参加チーム
2025-26シーズンの所属チーム（前シーズンの成績上位順）
| クラブ名           | 都市                  | スタジアム                              | 収容人数 | 前季順位            | 同時期 出場大会                                              |
| ------------------ | --------------------- | --------------------------------------- | -------- | ------------------- | ------------------------------------------------------------ |
| トゥールーズ       | トゥールーズ          | スタッド・エルネスト＝ワロン            | 18,754   | 1位                 | 2025-26 ヨーロピアン ラグビー チャンピオンズ カップ にも出場 |
| ボルドー・ベグル   | ボルドー              | スタッド・シャバン＝デルマス            | 33,500   | 2位                 | 2025-26 ヨーロピアン ラグビー チャンピオンズ カップ にも出場 |
| トゥーロン         | トゥーロン            | スタッド・マイヨール                    | 18,200   | 3位                 | 2025-26 ヨーロピアン ラグビー チャンピオンズ カップ にも出場 |
| バイヨンヌ         | バイヨンヌ            | スタッド・ジャン＝ドージェ              | 16,934   | 4位                 | 2025-26 ヨーロピアン ラグビー チャンピオンズ カップ にも出場 |
| クレルモン         | クレルモン＝ フェラン | スタッド・マルセル＝ミシュラン          | 19,022   | 5位                 | 2025-26 ヨーロピアン ラグビー チャンピオンズ カップ にも出場 |
| カストル           | カストル              | スタッド・ピエール＝ファーブル          | 12,500   | 6位                 | 2025-26 ヨーロピアン ラグビー チャンピオンズ カップ にも出場 |
| ラ・ロシェル       | ラ・ロシェル          | スタッド・マルセル・デフランドル        | 16,700   | 7位                 | 2025-26 ヨーロピアン ラグビー チャンピオンズ カップ にも出場 |
| ポー               | ポー                  | スタッド・デュ・アモー                  | 14,588   | 8位                 | 2025-26 ヨーロピアン ラグビー チャンピオンズ カップ にも出場 |
| モンペリエ         | モンペリエ            | GGLスタジアム                           | 15,697   | 9位                 | 2025-26 EPCR チャレンジ カップ にも出場                      |
| ラシン92           | ナンテール            | パリ・ラ・デファンス・アレナ            | 30,681   | 10位                | 2025-26 EPCR チャレンジ カップ にも出場                      |
| リヨン             | リヨン                | マトムット・スタジアム・ ド・ジェルラン | 25,000   | 11位                | 2025-26 EPCR チャレンジ カップ にも出場                      |
| スタッド・フランセ | パリ                  | スタッド・ジャン＝ブーアン              | 20,000   | 12位                | 2025-26 EPCR チャレンジ カップ にも出場                      |
| ペルピニャン       | ペルピニャン          | スタッド・エメ＝ジラル                  | 14,593   | 13位                | 2025-26 EPCR チャレンジ カップ にも出場                      |
| モントーバン       | モントーバン          | スタッド・サピアック                    | 9,210    | プロD2 で6位 (優勝) |                                                              |

## 歴代優勝チーム
出典：
| シーズン          | 優勝 | スコア | 準優勝 | 備考 |
| ----------------- | --- | --- | --- | --- |
| 1892              | ラシン・クラブ・ド・フランス                                                                                | 4-3 | スタッド・フランセ                                                                                          | [ 9 ] [ 10 ]                                                                                                |
| 1892-93           | スタッド・フランセ                                                                                          | 7-3 | ラシン・クラブ・ド・フランス                                                                                | |
| 1893-94           | スタッド・フランセ                                                                                          | 18-0 | アンテルナシオナルAC                                                                                        | |
| 1894-95           | スタッド・フランセ                                                                                          | 16-0 | オランピック (ラグビー)                                                                                     | |
| 1895-96           | オランピック (ラグビー)                                                                                     | 12-0 | スタッド・フランセ                                                                                          | |
| 1896-97           | スタッド・フランセ                                                                                          | － | オランピック (ラグビー)                                                                                     | 参加チームによる総当たり戦で順位決定                                                                        |
| 1897-98           | スタッド・フランセ                                                                                          | － | ラシン・クラブ・ド・フランス                                                                                | 参加チームによる総当たり戦で順位決定                                                                        |
| 1898-99           | スタッド・ボルドゥレ                                                                                        | 5-3 | スタッド・フランセ                                                                                          | |
| 1899-1900         | ラシン・クラブ・ド・フランス                                                                                | 37-3 | スタッド・ボルドゥレ                                                                                        | |
| 1900-01           | スタッド・フランセ                                                                                          | 0-3 | スタッド・ボルドゥレ                                                                                        | 決勝戦およびその再戦をめぐるトラブルにより、最終決定された                                                  |
| 1901-02           | ラシン・クラブ・ド・フランス                                                                                | 6-0 | スタッド・ボルドゥレ                                                                                        | |
| 1902-03           | スタッド・フランセ                                                                                          | 16-8 | SOEトゥールーズ                                                                                             | |
| 1903-04           | スタッド・ボルドゥレ                                                                                        | 3-0 | スタッド・フランセ                                                                                          | |
| 1904-05           | スタッド・ボルドゥレ                                                                                        | 12-3 | スタッド・フランセ                                                                                          | |
| 1905-06           | スタッド・ボルドゥレ                                                                                        | 9-0 | スタッド・フランセ                                                                                          | |
| 1906-07           | スタッド・ボルドゥレ                                                                                        | 14-3 | スタッド・フランセ                                                                                          | |
| 1907-08           | スタッド・フランセ                                                                                          | 16-3 | スタッド・ボルドゥレ                                                                                        | |
| 1908-09           | スタッド・ボルドゥレ                                                                                        | 17-0 | スタッド・トゥールーザン                                                                                    | |
| 1909-10           | FCリヨン | 13-8 | スタッド・ボルドゥレ                                                                                        | |
| 1910-11           | スタッド・ボルドゥレ                                                                                        | 14-0 | SCUF | |
| 1911-12           | スタッド・トゥールーザン                                                                                    | 8-6 | ラシン・クラブ・ド・フランス                                                                                | |
| 1912-13           | アヴィロン・バイヨネ                                                                                        | 31-8 | SCUF | |
| 1913-14           | ASペルピニャン                                                                                              | 8-7 | Stadoceste Tarbais                                                                                          | |
| 1914-15 ~ 1918-19 | 第一次世界大戦により、代わりに少年大会「クープ・ドゥ・レスペランス」を4回（2016, 2017, 2018, 2019）開催した | 第一次世界大戦により、代わりに少年大会「クープ・ドゥ・レスペランス」を4回（2016, 2017, 2018, 2019）開催した | 第一次世界大戦により、代わりに少年大会「クープ・ドゥ・レスペランス」を4回（2016, 2017, 2018, 2019）開催した | 第一次世界大戦により、代わりに少年大会「クープ・ドゥ・レスペランス」を4回（2016, 2017, 2018, 2019）開催した |
| 1919-20           | Stadoceste Tarbais                                                                                          | 8-3 | ラシン・クラブ・ド・フランス                                                                                | |
| 1920-21           | USペルピニャン                                                                                              | 5-0 | スタッド・トゥールーザン                                                                                    | |
| 1921-22           | スタッド・トゥールーザン                                                                                    | 6-0 | アヴィロン・バイヨネ                                                                                        | |
| 1922-23           | スタッド・トゥールーザン                                                                                    | 3-0 | アヴィロン・バイヨネ                                                                                        | |
| 1923-24           | スタッド・トゥールーザン                                                                                    | 3-0 | USペルピニャン                                                                                              | |
| 1924-25           | USペルピニャン                                                                                              | 0-0 (延長)5-0                                                                                               | USカルカソンヌ                                                                                              | 最初の対戦で引き分け、延長でも決着がつかず、2戦目で決着                                                     |
| 1925-26           | スタッド・トゥールーザン                                                                                    | 11-0 | USペルピニャン                                                                                              | |
| 1926-27           | スタッド・トゥールーザン                                                                                    | 19-9 | スタッド・フランセ                                                                                          | |
| 1927-28           | セクシオン・パロワーズ                                                                                      | 6-4 | USキヤン | |
| 1928-29           | USキヤン | 11-8 | FC Lézignan                                                                                                 | |
| 1929-30           | SUアジャン                                                                                                  | 4-0 (延長)                                                                                                  | USキヤン | [ 30 ] |
| 1930-31           | RCトゥーロン                                                                                                | 6-3 | リヨンOU | |
| 1931-32           | リヨンOU | 9-3 | RCナルボンヌ                                                                                                | |
| 1932-33           | リヨンOU | 10-3 | RCナルボンヌ                                                                                                | |
| 1933-34           | アヴィロン・バイヨネ                                                                                        | 13-8 | ビアリッツ・オランピック                                                                                    | |
| 1934-35           | ビアリッツ・オランピック                                                                                    | 3-0 | USAペルピニャン                                                                                             | |
| 1935-36           | RCナルボンヌ                                                                                                | 6-3 | ASモンフェラン                                                                                              | |
| 1936-37           | CSヴィエンヌ                                                                                                | 13-7 | ASモンフェラン                                                                                              | |
| 1937-38           | USAペルピニャン                                                                                             | 11-6 | ビアリッツ・オランピック                                                                                    | |
| 1938-39           | ビアリッツ・オランピック                                                                                    | 6-0 (延長)                                                                                                  | USAペルピニャン                                                                                             | |
| 1939-40 ~ 1941-42 | 第二次世界大戦により大会中止                                                                                | 第二次世界大戦により大会中止                                                                                | 第二次世界大戦により大会中止                                                                                | |
| 1942-43           | アヴィロン・バイヨネ                                                                                        | 3-0 | SUアジャン                                                                                                  | |
| 1943-44           | USAペルピニャン                                                                                             | 20-5 | アヴィロン・バイヨネ                                                                                        | |
| 1944-45           | SUアジャン                                                                                                  | 7-3 | FCルルド | |
| 1945-46           | セクシオン・パロワーズ                                                                                      | 11-0 | FCルルド | |
| 1946-47           | スタッド・トゥールーザン                                                                                    | 10-3 | SUアジャン                                                                                                  | |
| 1947-48           | FCルルド | 11-3 | RCトゥーロン                                                                                                | |
| 1948-49           | カストル・オランピック                                                                                      | 3-3 (延長)14-3                                                                                              | スタッド・モントワ                                                                                          | 最初の対戦で引き分け、延長でも決着がつかず、2戦目で決着                                                     |
| 1949-50           | カストル・オランピック                                                                                      | 11-8 | ラシン・クラブ・ド・フランス                                                                                | |
| 1950-51           | USカルモー                                                                                                  | 14-12 (延長)                                                                                                | Stadoceste Tarbais                                                                                          | |
| 1951-52           | FCルルド | 20-11 | USAペルピニャン                                                                                             | |
| 1952-53           | FCルルド | 21-16 | スタッド・モントワ                                                                                          | |
| 1953-54           | FCグルノーブル                                                                                              | 5-3 | USコニャック                                                                                                | |
| 1954-55           | USAペルピニャン                                                                                             | 11-6 | FCルルド | |
| 1955-56           | FCルルド | 20-0 | USダクス | |
| 1956-57           | FCルルド | 16-13 | ラシン・クラブ・ド・フランス                                                                                | |
| 1957-58           | FCルルド | 25-8 | SCマザメ | |
| 1958-59           | ラシン・クラブ・ド・フランス                                                                                | 8-3 | スタッド・モントワ                                                                                          | |
| 1959-60           | FCルルド | 14-11 | ASベジエ | |
| 1960-61           | ASベジエ | 6-3 | USダクス | |
| 1961-62           | SUアジャン                                                                                                  | 14-11 | ASベジエ | |
| 1962-63           | スタッド・モントワ                                                                                          | 9-6 | USダクス | |
| 1963-64           | セクシオン・パロワーズ                                                                                      | 14-0 | ASベジエ | |
| 1964-65           | SUアジャン                                                                                                  | 15-8 | CAブリーヴ                                                                                                  | |
| 1965-66           | SUアジャン                                                                                                  | 9-8 | USダクス | |
| 1966-67           | USモントーバン                                                                                              | 11-3 | CAベグル | |
| 1967-68           | FCルルド | 9-9 (延長)                                                                                                  | RCトゥーロン                                                                                                | 引き分け、延長でも決着がつかず、トライ数で決着した                                                          |
| 1968-69           | CAベグル | 11-9 | スタッド・トゥールーザン                                                                                    | |
| 1969-70           | La Voulte Sportif                                                                                           | 3-0 | ASモンフェラン                                                                                              | |
| 1970-71           | ASベジエ | 15-9 (延長)                                                                                                 | RCトゥーロン                                                                                                | |
| 1971-72           | ASベジエ | 9-0 | CAブリーヴ                                                                                                  | |
| 1972-73           | Stadoceste Tarbais                                                                                          | 18-12 | USダクス | |
| 1973-74           | ASベジエ | 16-14 | RCナルボンヌ                                                                                                | |
| 1974-75           | ASベジエ | 13-12 | CAブリーヴ                                                                                                  | |
| 1975-76           | SUアジャン                                                                                                  | 13-10 (延長)                                                                                                | ASベジエ | |
| 1976-77           | ASベジエ | 12-4 | USAペルピニャン                                                                                             | |
| 1977-78           | ASベジエ | 31-9 | ASモンフェラン                                                                                              | |
| 1978-79           | RCナルボンヌ                                                                                                | 10-0 | スタッド・バニェレ                                                                                          | |
| 1979-80           | ASベジエ | 10-6 | スタッド・トゥールーザン                                                                                    | |
| 1980-81           | ASベジエ | 22-13 | スタッド・バニェレ                                                                                          | |
| 1981-82           | SUアジャン                                                                                                  | 18-9 | アヴィロン・バイヨネ                                                                                        | |
| 1982-83           | ASベジエ | 14-6 | RRC Nice | |
| 1983-84           | ASベジエ | 21-21 (延長)                                                                                                | SUアジャン                                                                                                  | 延長でも同点のため、ゴール数で決着した                                                                      |
| 1984-85           | スタッド・トゥールーザン                                                                                    | 36-22 (延長)                                                                                                | RCトゥーロン                                                                                                | |
| 1985-86           | スタッド・トゥールーザン                                                                                    | 16-6 | SUアジャン                                                                                                  | |
| 1986-87           | RCトゥーロン                                                                                                | 15-12 | ラシン・クラブ・ド・フランス                                                                                | |
| 1987-88           | SUアジャン                                                                                                  | 9-3 | Stadoceste Tarbais                                                                                          | |
| 1988-89           | スタッド・トゥールーザン                                                                                    | 18-12 | RCトゥーロン                                                                                                | |
| 1989-90           | ラシン・クラブ・ド・フランス                                                                                | 22-12 (延長)                                                                                                | SUアジャン                                                                                                  | |
| 1990-91           | CAボルドー・ベグル・ジロンド                                                                                | 19-10 | スタッド・トゥールーザン                                                                                    | |
| 1991-92           | RCトゥーロン                                                                                                | 19-14 | ビアリッツ・オランピック                                                                                    | |
| 1992-93           | カストル・オランピック                                                                                      | 14-11 | FCグルノーブル                                                                                              | |
| 1993-94           | スタッド・トゥールーザン                                                                                    | 22-16 | ASモンフェラン                                                                                              | |
| 1994-95           | スタッド・トゥールーザン                                                                                    | 31-16 | カストル・オランピック                                                                                      | |
| 1995-96           | スタッド・トゥールーザン                                                                                    | 20-13 | CAブリーヴ                                                                                                  | ラグビーユニオンがプロ化                                                                                    |
| 1996-97           | スタッド・トゥールーザン                                                                                    | 12-6 | CSブルゴワン＝ジャイユー                                                                                    | |
| 1997-98           | スタッド・フランセ                                                                                          | 34-7 | USAペルピニャン                                                                                             | |
| 1998-99           | スタッド・トゥールーザン                                                                                    | 15-11 | ASモンフェラン                                                                                              | |
| 1999-2000         | スタッド・フランセ                                                                                          | 28-23 | USコロミエ                                                                                                  | |
| 2000-01           | スタッド・トゥールーザン                                                                                    | 34-22 | ASモンフェラン                                                                                              | |
| 2001-02           | ビアリッツ・オランピック                                                                                    | 25-22 (延長)                                                                                                | SUアジャン                                                                                                  | トップ16に改称                                                                                              |
| 2002-03           | スタッド・フランセ                                                                                          | 32-18 | スタッド・トゥールーザン                                                                                    | |
| 2003-04           | スタッド・フランセ                                                                                          | 38-20 | USAペルピニャン                                                                                             | |
| 2004-05           | ビアリッツ・オランピック                                                                                    | 37-34 (延長)                                                                                                | スタッド・フランセ                                                                                          | |
| 2005-06           | ビアリッツ・オランピック                                                                                    | 40-13 | スタッド・トゥールーザン                                                                                    | トップ14に改称                                                                                              |
| 2006-07           | スタッド・フランセ                                                                                          | 23-18 | ASMクレルモン・オーヴェルニュ                                                                               | |
| 2007-08           | スタッド・トゥールーザン                                                                                    | 26-20 | ASMクレルモン・オーヴェルニュ                                                                               | |
| 2008-09           | USAペルピニャン                                                                                             | 22-13 | ASMクレルモン・オーヴェルニュ                                                                               | トゥールーザン、フランセ、オランピック3強寡占状態に終止符                                                   |
| 2009-10           | ASMクレルモン・オーヴェルニュ                                                                               | 19-6 | USAペルピニャン                                                                                             | |
| 2010-11           | スタッド・トゥールーザン                                                                                    | 15-10 | モンペリエ・エロー・ラグビー                                                                                | |
| 2011-12           | スタッド・トゥールーザン                                                                                    | 18-12 | RCトゥーロン                                                                                                | |
| 2012-13           | カストル・オランピック                                                                                      | 19-14 | RCトゥーロン                                                                                                | |
| 2013-14           | RCトゥーロン                                                                                                | 18-10 | カストル・オランピック                                                                                      | |
| 2014-15           | スタッド・フランセ                                                                                          | 12-6 | ASMクレルモン・オーヴェルニュ                                                                               | |
| 2015-16           | ラシン92 | 29-21 | RCトゥーロン                                                                                                | |
| 2016-17           | ASMクレルモン・オーヴェルニュ                                                                               | 22-16 | RCトゥーロン                                                                                                | |
| 2017-18           | カストル・オランピック                                                                                      | 29-13 | モンペリエ・エロー・ラグビー                                                                                | |
| 2018-19           | スタッド・トゥールーザン                                                                                    | 24-18 | ASMクレルモン・オーヴェルニュ                                                                               | |
| 2019-20           | 新型コロナウイルス感染症の世界的流行により第17節終了後にシーズン打ち切り                                    | 新型コロナウイルス感染症の世界的流行により第17節終了後にシーズン打ち切り                                    | 新型コロナウイルス感染症の世界的流行により第17節終了後にシーズン打ち切り                                    | 中断時点での1位はユニオン・ボルドー・ベグル                                                                 |
| 2020-21           | スタッド・トゥールーザン                                                                                    | 18-8 | スタッド・ロシュレ                                                                                          | [ 36 ] |
| 2021-22           | モンペリエ・エロー・ラグビー                                                                                | 29-10 | カストル・オランピック                                                                                      | [ 37 ] |
| 2022-23           | スタッド・トゥールーザン                                                                                    | 29-26 | スタッド・ロシュレ                                                                                          | [ 38 ] |
| 2023-24           | スタッド・トゥールーザン                                                                                    | 59-3 | ユニオン・ボルドー・ベグル                                                                                  | 決勝戦で歴代最多点差となる                                                                                  |
| 2024-25           | スタッド・トゥールーザン                                                                                    | 39-33 (延長)                                                                                                | ユニオン・ボルドー・ベグル                                                                                  | 後半終了時点で33-33となり、20年ぶりに決勝戦が延長戦となる。                                                 |

## チーム別優勝回数
- 2024-25シーズン終了時点

| チーム名                           | 優勝 | 準優勝 | 優勝シーズン | 準優勝シーズン                                                         |
| ---------------------------------- | ---- | ------ | --- | ---------------------------------------------------------------------- |
| スタッド・トゥールーザン           | 24回 | 8回    | 1912, 1922, 1923, 1924, 1926, 1927, 1947, 1985, 1986, 1989, 1994, 1995, 1996, 1997, 1999, 2001, 2008, 2011, 2012, 2019, 2021, 2023, 2024, 2025 | 1903, 1909, 1921, 1969, 1980, 1991, 2003, 2006                         |
| スタッド・フランセ・パリ           | 14回 | 9回    | 1893, 1894, 1895, 1897, 1898, 1901, 1903, 1908, 1998, 2000, 2003, 2004, 2007, 2015                                                             | 1892, 1896, 1899, 1904, 1905, 1906, 1907, 1927, 2005                   |
| ASベジエ・エロー                   | 11回 | 4回    | 1961, 1971, 1972, 1974, 1975, 1977, 1978, 1980, 1981, 1983, 1984                                                                               | 1960, 1962, 1964, 1976                                                 |
| ユニオン・ボルドー・ベグル         | 9回  | 8回    | 1899, 1904, 1905, 1906, 1907, 1909, 1911, 1969, 1991                                                                                           | 1900, 1901, 1902, 1908, 1910, 1967, 2024, 2025                         |
| SUアジャン                         | 8回  | 6回    | 1930, 1945, 1962, 1965, 1966, 1976, 1982, 1988                                                                                                 | 1943, 1947, 1984, 1986, 1990, 2002                                     |
| FCルルド                           | 8回  | 3回    | 1948, 1952, 1953, 1956, 1957, 1958, 1960, 1968                                                                                                 | 1945, 1946, 1955                                                       |
| USAペルピニャン                    | 7回  | 9回    | 1914, 1921, 1925, 1938, 1944, 1955, 2009 | 1924, 1926, 1935, 1939, 1952, 1977, 1998, 2004, 2010                   |
| ラシン92                           | 6回  | 7回    | 1892, 1900, 1902, 1959, 1990, 2016 | 1893, 1898, 1912, 1920, 1950, 1957, 1987                               |
| ビアリッツ・オランピック           | 5回  | 3回    | 1935, 1939, 2002, 2005, 2006 | 1934, 1938, 1992                                                       |
| カストル・オランピック             | 5回  | 3回    | 1949, 1950, 1993, 2013, 2018 | 1995, 2014, 2022                                                       |
| RCトゥーロン                       | 4回  | 9回    | 1931, 1987, 1992, 2014 | 1948, 1968, 1971, 1985, 1989, 2012, 2013, 2016, 2017                   |
| アヴィロン・バイヨネ               | 3回  | 4回    | 1913, 1934, 1943 | 1922, 1923, 1944, 1982                                                 |
| セクシオン・パロワーズ             | 3回  | -      | 1928, 1946, 1964 | -                                                                      |
| ASMクレルモン・オーヴェルニュ      | 2回  | 12回   | 2010, 2017 | 1936, 1937, 1970, 1978, 1994, 1999, 2001, 2007, 2008, 2009, 2015, 2019 |
| スタド・タルブ・ピレネー・ラグビー | 2回  | 3回    | 1920, 1973 | 1914, 1951, 1988                                                       |
| RCナルボンヌ                       | 2回  | 3回    | 1936, 1979 | 1932, 1933, 1974                                                       |
| リヨンOU                           | 2回  | 1回    | 1932, 1933 | 1931                                                                   |
| スタッド・モントワ                 | 1回  | 3回    | 1963 | 1949, 1953, 1959                                                       |
| オランピック (ラグビー)            | 1回  | 2回    | 1896 | 1895, 1897                                                             |
| USキヤン                           | 1回  | 2回    | 1929 | 1928, 1930                                                             |
| モンペリエ・エロー・ラグビー       | 1回  | 2回    | 2022 | 2011, 2018                                                             |
| FCグルノーブル                     | 1回  | 1回    | 1954 | 1993                                                                   |
| FCリヨン                           | 1回  | -      | 1910 | -                                                                      |
| CSヴィエンヌ                       | 1回  | -      | 1937 | -                                                                      |
| USカルモー                         | 1回  | -      | 1951 | -                                                                      |
| USモントーバン                     | 1回  | -      | 1967 | -                                                                      |
| La Voulte Sportif                  | 1回  | -      | 1970 | -                                                                      |
| USダクス                           | -    | 5回    | - | 1956, 1961, 1963, 1966, 1973                                           |
| CAブリーヴ                         | -    | 4回    | - | 1965, 1972, 1975, 1996                                                 |
| SCUF                               | -    | 2回    | - | 1911, 1913                                                             |
| スタッド・バニェレ                 | -    | 2回    | - | 1979, 1981                                                             |
| スタッド・ロシュレ                 | -    | 2回    | - | 2021, 2023                                                             |
| アンテルナシオナルAC               | -    | 1回    | - | 1894                                                                   |
| USカルカソンヌ                     | -    | 1回    | - | 1925                                                                   |
| FC Lézignan                        | -    | 1回    | - | 1929                                                                   |
| USコニャック                       | -    | 1回    | - | 1954                                                                   |
| SCマザメ                           | -    | 1回    | - | 1958                                                                   |
| RRC Nice                           | -    | 1回    | - | 1983                                                                   |
| CSブルゴワン＝ジャイユー           | -    | 1回    | - | 1997                                                                   |
| USコロミエ                         | -    | 1回    | - | 2000                                                                   |

## 配信・放送

### 主な地域
2024-25シーズン
- フランス、フランス語圏アフリカ：CANAL+
- イギリス・アイルランド：Viaplay
- 南アフリカ共和国：SABC
- アメリカ合衆国：FloRugby
- ラテンアメリカ：ESPN Sur
- 太平洋諸島：Digicel Pacific
- オーストラリア：BeIN Sports
- その他：TV5MONDE[41]

### 日本
- 2016-17シーズンから2018-19シーズンまで3季：日本ではWOWOWで放送。
- 2019-20シーズンはテレ朝チャンネルで放送した[42]。
- 2021-22シーズンは再びテレ朝チャンネルで放送[注 3]。
- 2024-25シーズンでは、日本ではHuluとJ:COMが「TV5MONDEチャンネル」を持ち[43]、トップ14の試合を放送することがある[44]。ほかに、日本国内からはYoutubeの「@top14 TOP 14 - Officiel」で、最新節に限り、各試合3～5分程度のダイジェスト（Résumé）動画で観ることができる。また、1分未満の好プレー動画も、Youtube「@top14」に多数投稿され、視聴できる。